# 박상옥 (화가)
박상옥(朴商玉, 1915년 ~ 1968년)은 대한민국의 서양화 화가이다. 그의 작품은 부드럽고 소박한 색조와 충실한 필치의 사실화풍으로 한국의 풍경과 풍물들을 소재로 즐겨 택했으며 어느 정도 관념적인 사실화의 테두리를 벗어난 화풍을 보인다. 유작(遺作)으로 〈국화(菊花)〉, 〈피리부는 소년〉, 〈초추(初秋)〉, 〈한일(閑日)〉 등이 있다.

## 생애
서울에서 태어났다.
제일고보(第一高普)를 거쳐 1939년 일본 데이고쿠 미술학교(帝國美術學校)를 졸업했다. 1955년 제3회 국전에서 대통령상을 수상했고 1958년 국전 심사위원을 역임했다. 사실 경향의 작가단체인 ‘목우회(木友會)’의 핵심 멤버로 활약하는 한편 한국 ‘일요화가회(日曜畵家會)’의 지도교수를 지냈다. 1942년 이후 대구사범학교와 경기고등학교 교사, 1961년부터 서울교육대학 교수로 재직하였다. 1960년 정부로부터 녹조소성훈장(綠條素星勳章)을 탔다.